# Лео Хао
Лео Хао (справжнє ім'я Олексій Михайлович Шамровській 1 березня 1973, Москва ) — російський художник, що працює в стилі фентезі, фотограф. Відомий як творець обкладинок для альбомів рок-груп, фантастичних романів і відеоігор.
Псевдонім «Лео Хао» вийшов, коли ім'я художника «Льоха» розбили на дві частини і додали до кінця кожної букву  о . Академічної художньої освіти не має, самоучка.
У 1990-ті роки працював трунарем і виробником надгробних плит: "На початку дев'яностих було важко заробляти на хліб моїм ремеслом, і тому доводилося працювати в інших областях. Я був охоронцем, маркетологом, реставратором і трунарем. Але весь цей час паралельно малював".
Відомим став після початку активної співпраці з видавництвом «Ексмо» і групою «Арія». Номінант на премію «Мандрівник-2001» та «Інтерпрескон».

## Роботи
В даний час кисті Лео Хао належать роботи в таких областях:
 'Музичні альбоми:' 
- Всі обкладинки альбомів і синглів групи « Арія», починаючи з 2001 року (« Химера», « Штиль », « Колізей», « Хрещення вогнем», « Чужий», « Армагеддон», «Танець пекла», « Живий вогонь», «Поле битви», « Фенікс», крім альбому «Через усі часи»), а також численна мерчандайзингова продукція групи, дизайн майок, декорації; є офіційним фотографом групи;
- Обкладинки синглів The Bard's Song in the Forest і Another Stranger Me групи Blind Guardian, концертного DVD Imaginations Through the Looking Glass;
- Обкладинки альбому The Glorious Burden групи Iced Earth і обкладинки синглів;
- Обкладинки альбомів  Сергія Мавріна і його  групи «Маврін»;
- Обкладинка альбому групи The Arrow (також частина текстів пісень до альбому написані Лео Хао);
- Обкладинка альбому Metallic Tragedy групи Magic Kingdom, що повторює обкладинку книги Юрія Нікітіна «Ізгой»;
- Обкладинка альбому Hordes of the Brave групи Iron Mask;
- Обкладинки альбомів «На підступах до неба», «Do Not корись долі!» Групи « Віконт»;
- Обкладинки альбомів «Я той, хто я є!», « Пульс» групи «Чорний коваль»;
- Обкладинка альбому «Характерник» групи « Реанімація»;
- Обкладинки альбомів «Іду на Ви!», «Зірка Русі» групи « Іван-Царевич»;
- Обкладинка альбому «Куделя Білого Льону», « Зозулині діти» групи « Калевала»;
- Обкладинки збірок «Вкрадено зі студії», «Вкрадено зі студії 2» від MastersLand.com;
- Обкладинка альбому групи  Пікнік — «Три долі».

 'Книги:' 
- Обкладинки книг Юрія Нікітіна;
- Обкладинки книг  Вадима Панова;
- Обкладинки книг Генрі Лайон Олді;
- Ілюстрації до книг Ніка Перумова;
- Ілюстрації до «Володаря перснів» Джона Толкіна.
- Обкладинки книг Олексія Бессонова

Відеоігри:
- Ілюстрації до Heroes of Might and Magic V;
- Ілюстрації до багатокористувацької рольової гри «Легенда: Спадщина драконів»;
- Ілюстрації до багатокористувацької рольової гри «Троєцарствіє».

Інше:
- Логотип групи «Артур Беркут» (тільки птах).

### «Жорик»
Лео Хао придумав талісман хеві-метал — групи «Арія», названий «Жорик» (істота, що нагадує химеру). Персонаж зображений практично на всіх релізах групи, починаючи з 2001 року. Вперше Жорик був поміщений на обкладинку альбому «Химера», і з тих пір цей образ став невід'ємною частиною атрибутики групи, він з'являється на всіх альбомах групи (починаючи з «Химери»), а також на багатьох інших релізах і атрибутиці, в різних образах.